# 安德烈·迪普莱西·德·黎塞留
安德烈·迪普莱西·德·黎塞留（丹麥語：Andreas du Plessis de Richelieu，1852年2月24日—1932年3月25日），丹麦海军军官、商人，后来成为暹罗（今泰国）将军及海军部长，获得披耶冲叻育裕廷的贵族头衔。
1893年7月13日，他率领暹罗的巡逻舰在北榄事件中与法国交锋，此是法暹战争中的最后一战。1900年1月16日至1901年1月29日，担任暹罗皇家海军的第一任总司令，也是唯一一位外国人总司令。
1902年因患有疟疾而回到丹麦。死于赫斯霍爾姆，葬于哥本哈根的霍尔门公墓。